# Cataxia dietrichae
Cataxia dietrichae är en spindelart som beskrevs av Main 1985. Cataxia dietrichae ingår i släktet Cataxia och familjen Idiopidae.
Artens utbredningsområde är Queensland. Inga underarter finns listade i Catalogue of Life.